# Kuracja (Teatr Telewizji)
Kuracja – spektakl Teatru Telewizji w reżyserii Wojciecha Smarzowskiego i według powieści Jacka Głębskiego o tym samym tytule.

## Opis fabuły
Sztuka opowiada o losach młodego naukowca, który pada ofiarą wymyślonego przez siebie eksperymentu. Andrzej Majer, pełen zapału lekarz psychiatra, postanawia zgłosić się na trzy miesiące do szpitala psychiatrycznego jako pacjent, aby gruntownie poznać tajniki swego zawodu (i oczywiście lepiej zrozumieć swoich podopiecznych). O swoim eksperymencie informuje tylko bezpośredniego przełożonego, prof. Walasa i prof. Zimińskiego – ordynatora oddziału prowincjonalnego zakładu będącego miejscem „kuracji”. Obaj ostrzegają dra Majera o ryzykowności (z wielu względów) jego przedsięwzięcia, ten jednak upiera się przy swoim – ma udawać chorego na schizofrenię młodego inżyniera. W sali Majera przebywają już pacjenci – pogrążony w katatonii Nowakowski i chory na schizofrenię Kowalski. On to na widok „nowego” staje się wyjątkowo niespokojny (domaga się, by zabrać „tego zdrowego” z sali, gdyż wyjątkowo silne „prądy” mogłyby go zabić). W nocy Majer zostaje przez chorego zaatakowany, po czym zjawia się pielęgniarka z mocnymi środkami uspokajającymi (dla obu) oraz atletyczny Pan Mietek – wulgarny i brutalny sanitariusz. Doktor zamiast poznać z bliska psychikę pacjentów, ma okazję poznać na własnej skórze specyfikę działania psychotropów. Lekarz przygląda się szpitalnej atmosferze, ocenia pracę kolegów po fachu, snuje własne przemyślenia, które (zarówno te ściśle medyczne, jak i bardziej osobiste, filozoficzne) zamieszcza w notatniku przemyślnie skrywanym w toalecie. Pyta w nim np. gdzie biegnie dokładna granica oddzielająca ludzi zdrowych od chorych. „A skąd wiadomo, gdzie zaczyna się łysina?”- odpowiedział mu kiedyś, jeszcze w czasie studiów, profesor. Lekarz granicę taką dobrowolnie przekroczył i teraz czuje się coraz bardziej zagrożony. Pacjenci jawnie okazują mu wrogość, jakby wyczuwali jego odmienność: nachodzą go, jeden z nich bije go dotkliwie (podobnie jak pielęgniarz). Po bezskutecznej próbie ucieczki udaje się Majerowi wreszcie skontaktować z prof. Zimińskim, który nie ma jednak dla niego dobrych wiadomości. Otóż Majer tak dobrze udawał chorego, że rozpoznano u niego schizofrenię paranoidalną, dlatego nie można go teraz tak po prostu wypisać ze szpitala. Zimiński obiecuje otoczyć Majera szczególną opieką na lżejszym oddziale, gdzie „chory wyzdrowieje”. Na lżejszym oddziale przebywają Goebbels (którego bez trudu można uspokoić okrzykiem „Norymberga!”) oraz Krynicki – psychiatra osadzony przed paroma laty w zakładzie. Krynicki przekonuje, że jako ceniony naukowiec, twórca oryginalnej teorii został niedawno okradziony z wyników badań, a następnie usunięty przez sprawców ze środowiska, aby zapobiec ewentualnym kłopotom. Okazuje się, że sprawcami afery byli m.in. prof. Walas oraz pracownik zakładu Nowacki. W szpitalu tym (psychuszce) „leczą” się również inni (znani niegdyś) lekarze, umieszczeni tam, gdy stali się niewygodni. Gdy Majer pyta Zimińskiego o sprawę Krynickiego, ten twierdzi, że psychiatra znalazł się w szpitalu z nakazem sądowej obserwacji, gdy obwiniono go o śmierć ludzi, na których eksperymentował. Krynicki potajemnie prezentuje Majerowi swoje eksperymenty, a po nich pacjenci gwałtownie zdrowieją. Wybucha skandal (zabiegi te zostały nagrane na taśmy video). Dodatkowo w nocy umiera na zawał profesor Zimiński. Przerażony Majer próbuje rozpaczliwie skontaktować się ze światem zewnętrznym (m.in. z żoną Marią), ale podejmowane działania tylko pogarszają jego położenie.

## Obsada
- Bartłomiej Topa – Majer
- Krzysztof Pieczyński – Krynicki
- Jerzy Łapiński – Zimiński
- Paweł Wilczak – Nowacki
- Dorota Sadowska – Maria
- Arkadiusz Jakubik – Kowalski
- Lech Dyblik – Nowakowski
- Andrzej Mastalerz – Goebbels
- Marian Dziędziel – Ordynator, Dziadek
- Dariusz Kowalski – Stażysta
- Robert Wabich – Pan Mietek
- Henryk Bajdo – Szatniarz
- Krzysztof Kołbasiuk – głos Walasa